# Mir Sayyid Ali

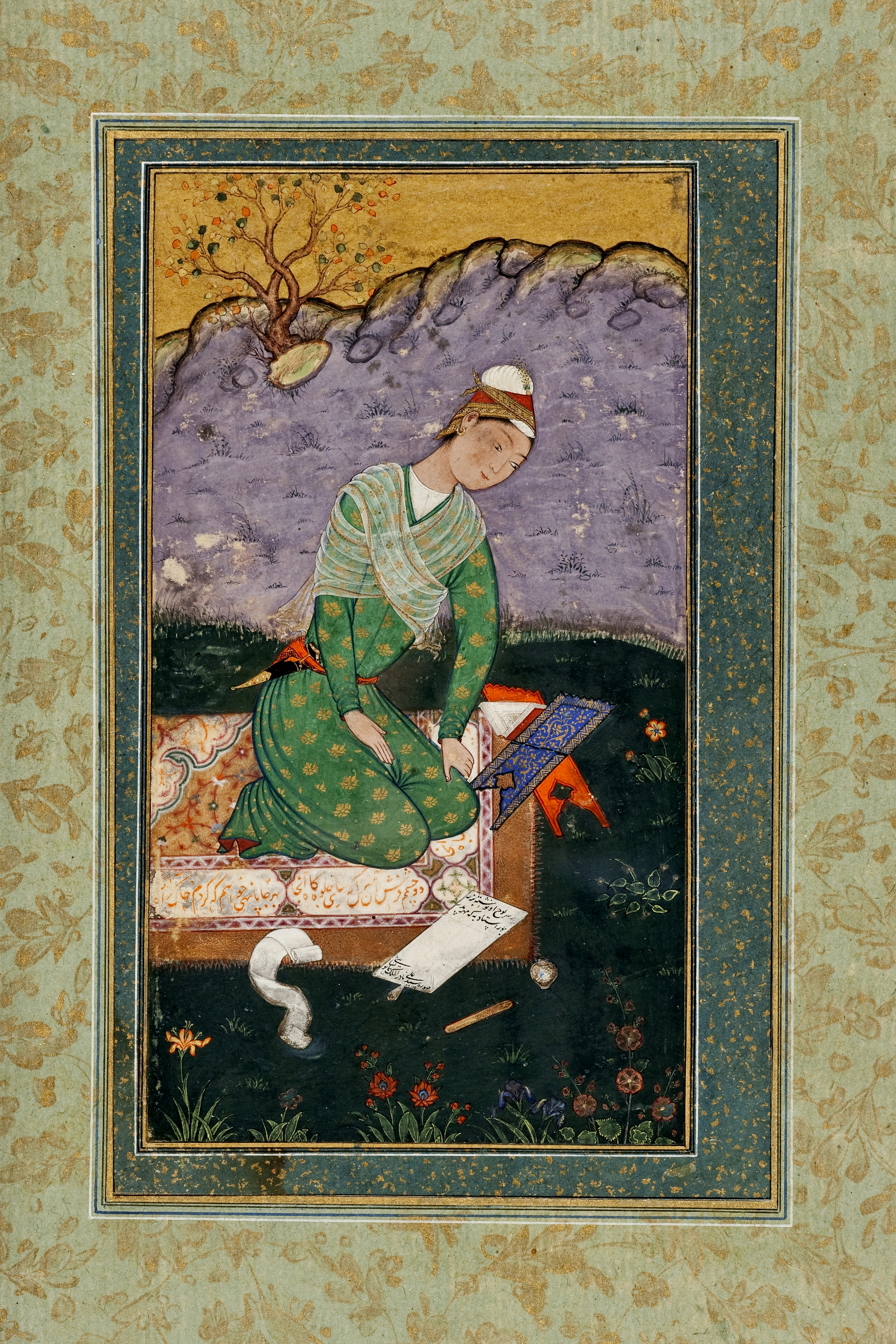
Porträt eines jungen indischen Gelehrten, Miniatur um 1550, ausgeführt in Kabul, vermutlich im Auftrag des Großmoguls Humayun. Die Miniatur ist signiert von Mir Sayyid Ali Nadir al-Mulk.

Mir Sayyid Ali (* erstes Viertel des 16. Jahrhunderts in Badakhshan; † vermutlich 1572, auf einer Pilgerfahrt nach Mekka verschollen) war ein persisch-indischer Miniaturmaler. Zusammen mit Abd as-Samad gilt er als Begründer der nordindischen Mogulschule, die sich aus der persischen Tradition der Miniaturmalerei herleitet. Als Dichter schrieb er unter dem Pseudonym Juda'i.
Mir Sayyid Ali war der Sohn des Malers Mir Musawwir aus Soltaniye. Er wirkte als einer der geachtetsten Maler am Hof des persischen Schahs Tahmasp I. in Täbris, bis er 1544/45 gemeinsam mit Abd as-Samad in den Dienst des aus Indien vertriebenen Mogulkaisers Humayun trat. Von diesem erhielt er den Ehrentitel Nadir al-Mulk („Hochgelobter des Königreiches“). 1549 folgte er Humayun nach Kabul und 1555 schließlich nach Delhi. Unter Großmogul Akbar I. (reg. 1556 bis 1605) übernahm er mit Abd as-Saman die Leitung der kaiserlichen Malerschule mit mehr als 50 Künstlern.
In Persien stand Mir Sayyid Ali deutlich unter dem Einfluss des Malers Behzad und wirkte zwischen 1527 und 1545 an Illustrationen zu dem Epos Schāhnāme und von 1539 bis 1543 zur Hamsa des Dichters Nezāmi mit. In Indien blieb er dem safawidischen Stil seiner Heimat treu. Dennoch sind Einflüsse der indischen Rajputen-Malerei unverkennbar, etwa in der im Vergleich zur persischen Kunst weniger idealisierten Landschaftsabbildung. Ali widmete sich vornehmlich der Darstellung ländlicher und städtischer Szenen aus dem indischen Alltag und entwickelte sich so zu einem der bedeutendsten Vertreter der Genremalerei. Auf Grund der präzisen, realistischen Wiedergabe genauestens beobachteter Einzelheiten sind seine Genrebilder von großem Wert für die Erforschung der Kulturgeschichte. Alis Werke zeichnen sich zudem durch eine lebhafte und harmonische Farbgebung aus. Bei den Illustrationen zu Nizamis Epos Leila und Madschnun löste er sich in Anlehnung an Behzads Naturschilderungen von der konventionellen höfischen Darstellungsweise, während seine Personendarstellungen nach dem Vorbild Qasim Alis Ansätze einer realistischeren Porträtkunst zeigen, wie sie sich lange nach Alis Tod unter der Ägide des Großmoguls Jahangir (reg. 1605 bis 1627) durchsetzte. Gemeinsam mit Abd as-Samad leitete er die Bebilderung des Abenteuerromans Hamzanama in mehr als 1400 großformatigen Miniaturen, die zu den herausragendsten Beispielen der frühen Mogulkunst gehören. Die genaue Zuordnung einzelner Werke zu Mir Sayyid Ali ist allerdings schwierig, da die meisten Miniaturen der Akbar-Zeit unsigniert waren und ohnehin in Gemeinschaftsarbeit entstanden. Fast alle eindeutig Ali zuordenbaren Malereien stammen daher aus der Zeit vor dessen Ankunft in Indien.

## Quelle
- Günter Meißner (Begr.): Allgemeines Künstlerlexikon (Band 2: Alanson – Alvarez). K. G. Saur Verlag, München 1992, ISBN 3-598-22742-6.

| Personendaten    | Personendaten                    |
| ---------------- | -------------------------------- |
| NAME             | Mir Sayyid Ali                   |
| ALTERNATIVNAMEN  | Juda'i (Pseudonym)               |
| KURZBESCHREIBUNG | persisch-indischer Miniaturmaler |
| GEBURTSDATUM     | zwischen 1500 und 1525           |
| GEBURTSORT       | Badakhshan                       |
| STERBEDATUM      | um 1572                          |